# Марковская (Верховажский район)
Марковская — деревня в Верховажском районе Вологодской области.
Входит в состав Нижне-Важского сельского поселения (до 2015 года входила в Наумовское сельское поселение), с точки зрения административно-территориального деления — в Наумовский сельсовет.
Расстояние по автодороге до районного центра Верховажья — 7,9 км, до центра муниципального образования Наумихи — 9,8 км. Ближайшие населённые пункты — Большое Ефимово, Пятино, Малое Ефимово.
По переписи 2002 года население — 25 человек (10 мужчин, 15 женщин). Всё население — русские.